# O Reino dos Eslavos
O Reino dos Eslavos é a obra histórica mais famosa de Mavro Orbini. É ditado por vários motivos. O contexto de Grande Guerra (guerras otomanas), bem como a emergente Língua ilírica.

## Origem
A história da avaliação da historiografia contemporânea é de uma história muito lendária e imprecisa no contexto da Contra-Reforma e da Congregação para a Doutrina da Fé. No entanto, a primeira obra de Pedro, o Grande, após se declarar imperador em 22 de outubro de 1721, foi traduzir essa história do latim para o russo. A história também serve como uma fonte importante para Istoriya Slavyanobolgarskaya.
Por outro lado, a história sintetiza, ainda que subjetivamente, a memória popular do século XVI a partir dos búgarštica, trazendo à tona uma série de figuras históricas como Rei Marco e Ruzhitsa Balsha.